# Range Rover
Land Rover Range Rover (cunoscut în mod simplu ca Range Rover) este un vehicul utilitar sport de lux (SUV) de la Land Rover, o marcă a Jaguar Land Rover. Range Rover a fost lansat în 1970 de British Leyland. Acest model-pilot este acum în a patra generație.
De asemenea, Jaguar Land Rover a extins utilizarea sub-marcii Land Rover Range Rover cu introducerea Range Rover Evoque, Range Rover Velar și Range Rover Sport.

## Legături externe
Materiale media legate de Range Rover la Wikimedia Commons
- Site web oficial